# Гудбраннсдалслоген
Гудбраннсдалслоген (або просто Логен) — річка, що протікає через долину Гудбраннсдален у графстві Іннланнет (Норвегія). Річка довжиною 204 км тече через велику долину в Східній Норвегії перед тим, як впасти в Мйосу, найбільше озеро в Норвегії. Річка протікає через муніципалітети Леся, Довре, Сел, Норд-Фрон, Сьор-Фрон, Рінгебу, Еєр і Ліллегаммер.

## Водотік

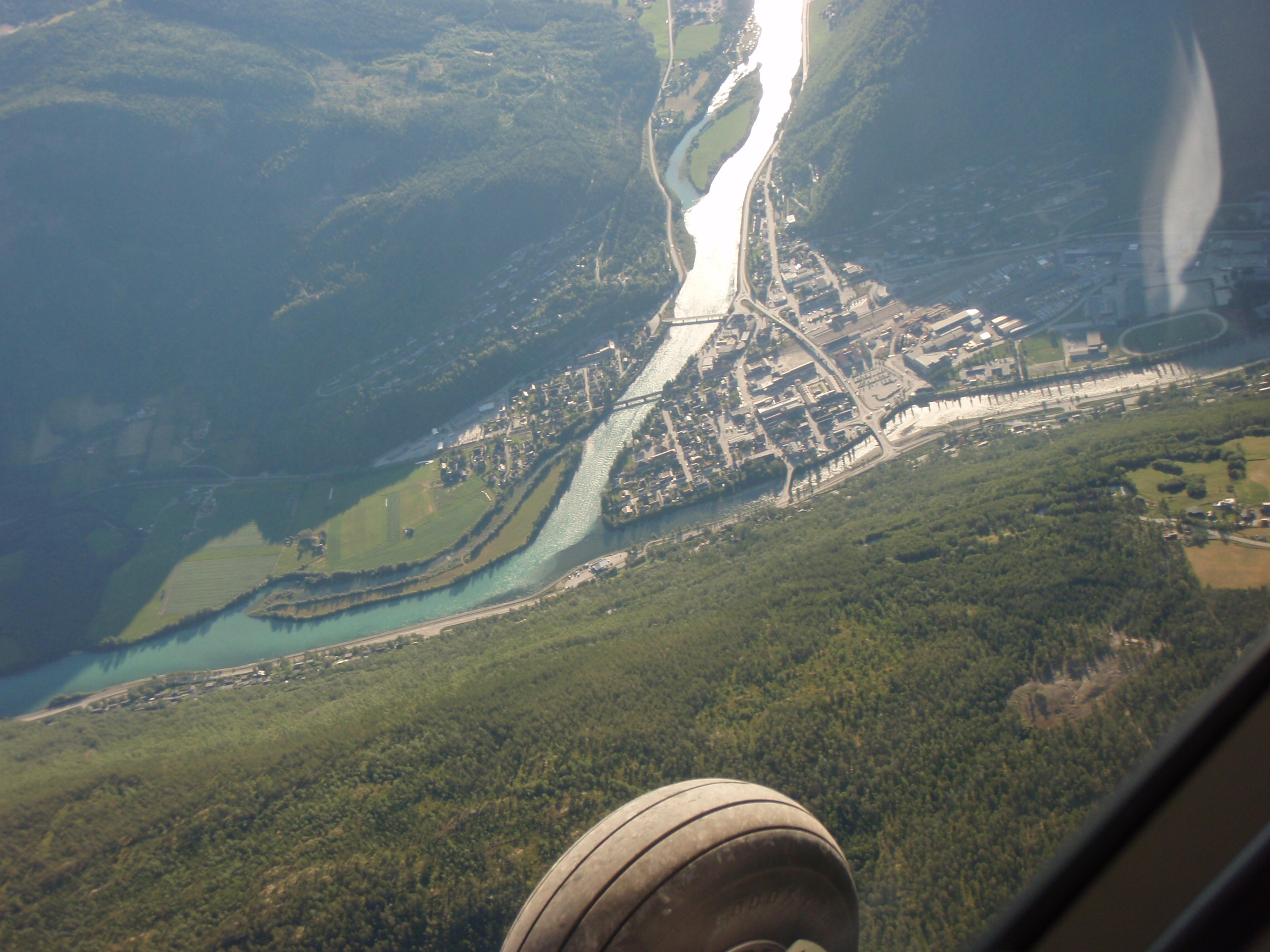
Місце злиття річки Отта (вхід зверху) і Логен (вхід справа). Річка Отта виглядає молочно-бірюзовою від Кам’яне борошно з льодовиків, що лежать вище за течією, таких як Йотунгеймен.

Гудбраннсдалслоген починається в озері Лесяскогсватнет (або Лесяватн), яке лежить у муніципалітеті Леся в крайній північній частині округу. Лесяватн — єдине озеро в Норвегії, яке має два витоки, і обидва вони впадають у дві найвідоміші річки Норвегії. На південному сході, в селі Лесяверк, з озера витікає річка Гудбраннсдалслоген, а на північному заході, в селі Лесяског, Лесяватн є витоком річки Раума, яка прямує на захід.
Річка тече долиною Гудбраннсдален. Західні притоки: Гауса, що тече долиною Ґеусдал, Отта, що тече долиною Оттадален, Вінстра, що тече через Вінстрадален, і Сьоа, що тече долиною Гайдал. Східні притоки Йора, Ула, Фрия, Тромса та Месна коротші й стрімко спадають з гір Рондане. Попри відносно спокійну течію протягом 204 км, річка стрімко обривається в Ростенську ущелину в муніципалітеті Сел.
Між муніципалітетами Рінгебу та Еєр річка розширюється і створює велике так зване «річкове озеро» Лосна.
Закінчується в озері Мйоса біля міста Ліллегаммер. Це найбільша річка, що впадає в це озеро. З озера витікає коротка річка Ворма, яка в свою чергу впадає в річку Гломма біля Несу.

## Повені
Рівень норвезьких річок зростає навесні, коли тане сніг. Гудбраннсдалслоген, що дренує високі висоти і живиться переважно льодовиком, зазвичай досягає найвищого рівня пізніше, ніж річка Гломма, яка дренує східні долини. У рідкісні роки, коли рівні обох річок зростають одночасно, на місці їхнього злиття в Несі виникають великі повені. Найвідомішою є повінь, яка відбулася 20–23 липня 1789 року, коли рівень приблизно на 15 м перевищив середній рівень води. На озері Еєрен, що за Несом, тоді було завдано значних збитків, зокрема загинуло 68 осіб.

## Руйнування мостів
2016 року завалився міст Перколо через річку Гудбраннсдалслоген біля Сьоа, виготовлений із клеєного бруса. Після цього обвалу 11 подібних мостів, включно з мостом у Треттені, було тимчасово закрито.
15 серпня 2022 року обвалився міст через Гудбраннсдалслоген біля села Треттен. 150-метровий дерев'яний міст було відкрито 2012 року. Водія вантажівки врятували гелікоптером, а водій легковика врятувався сам. «Це абсолютно катастрофічно, абсолютно нереально», — сказав місцевий мер Йон Галвор Мідтмаґелі норвезькій газеті Dabgladet. Треттенський міст востаннє перевірено 2021 року.
14 серпня 2023 року залізничний міст біля села Рінґебу обвалився через сильний дощ, який спричинив пошкодження центральної опори мосту. Ніхто не постраждав.

## Етимологія
Lågen — кінцева форма слова låg (давньоскан. lǫgr), що означає «вода» або «річка». Означає просто «річка», і цей термін, мабуть, замінив забуту нині стару назву. Слово lågen дещо поширене в норвезькій мові як суфікс, що означає «річка». Першою частиною назви річки часто є назва долини, в якій річка протікає (в цьому випадку долина Гудбраннсдален). Інші приклади такого використання: Нумедалслоген і Сульдалслоген.

## Форель
Біля водоспаду Гуннерфоссен (Hunderfossen) розводять форель, біля 280-метрової греблі електростанції. Поруч із греблею розташований відкритий виставковий центр форелі. На західному березі є інкубатор, де щороку вирощують 20 000 форелей і випускають їх у річку, щоб компенсувати втрату риби та нерестовищ під час створення електростанції.

## Галерея

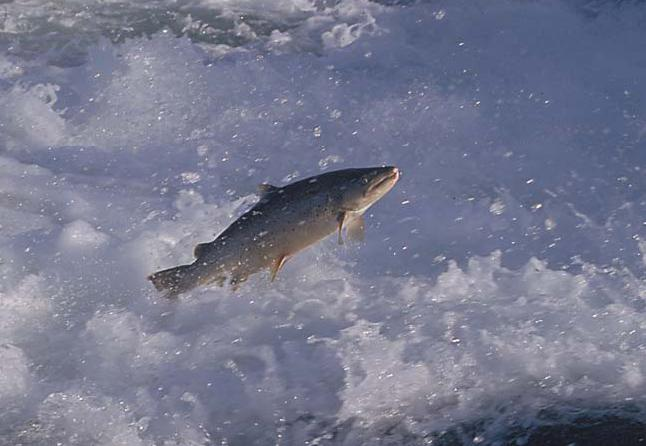
Нерест форелі
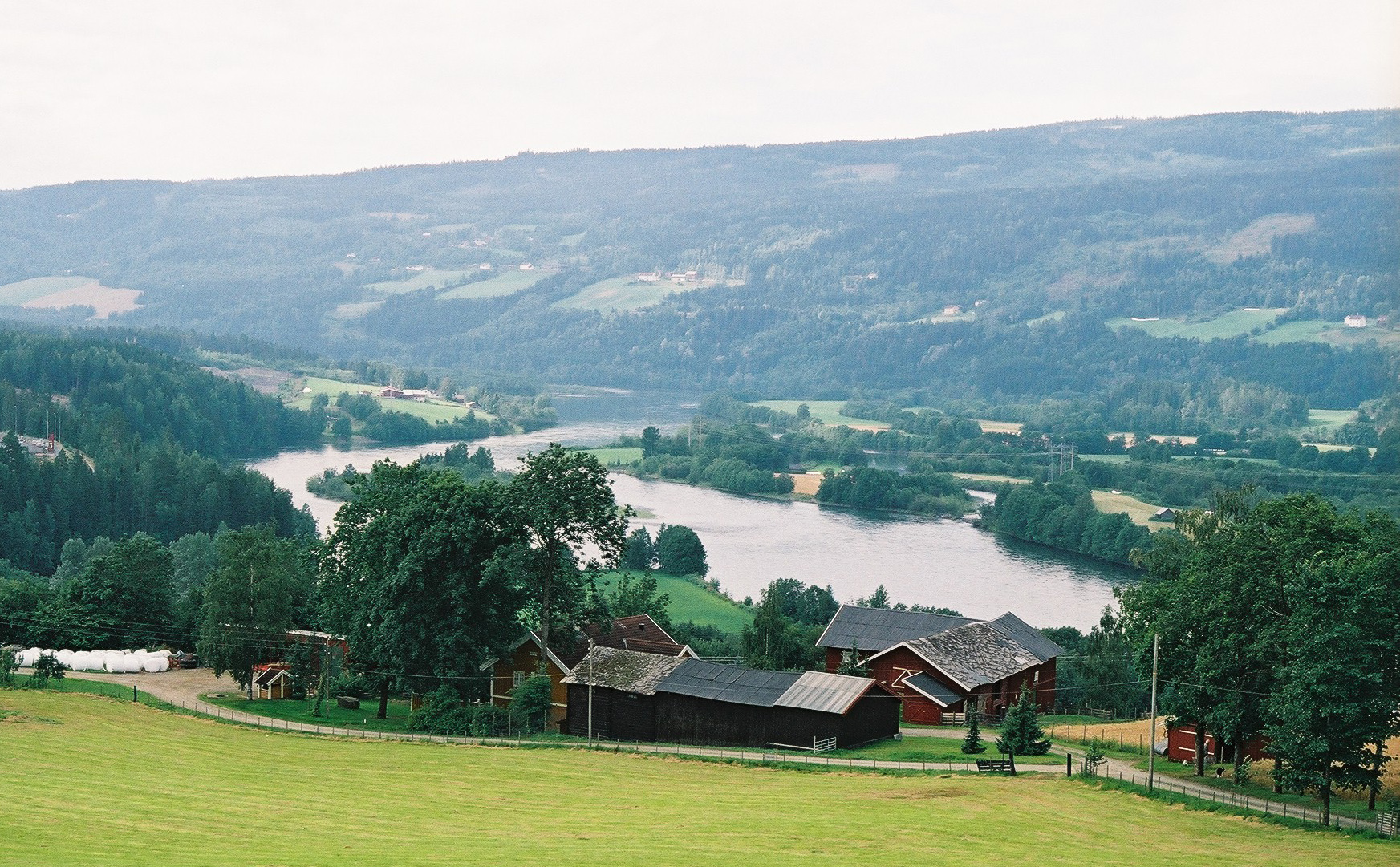
Дельта Гудбраннсдалслогену в місці впадання в озеро Мйоса
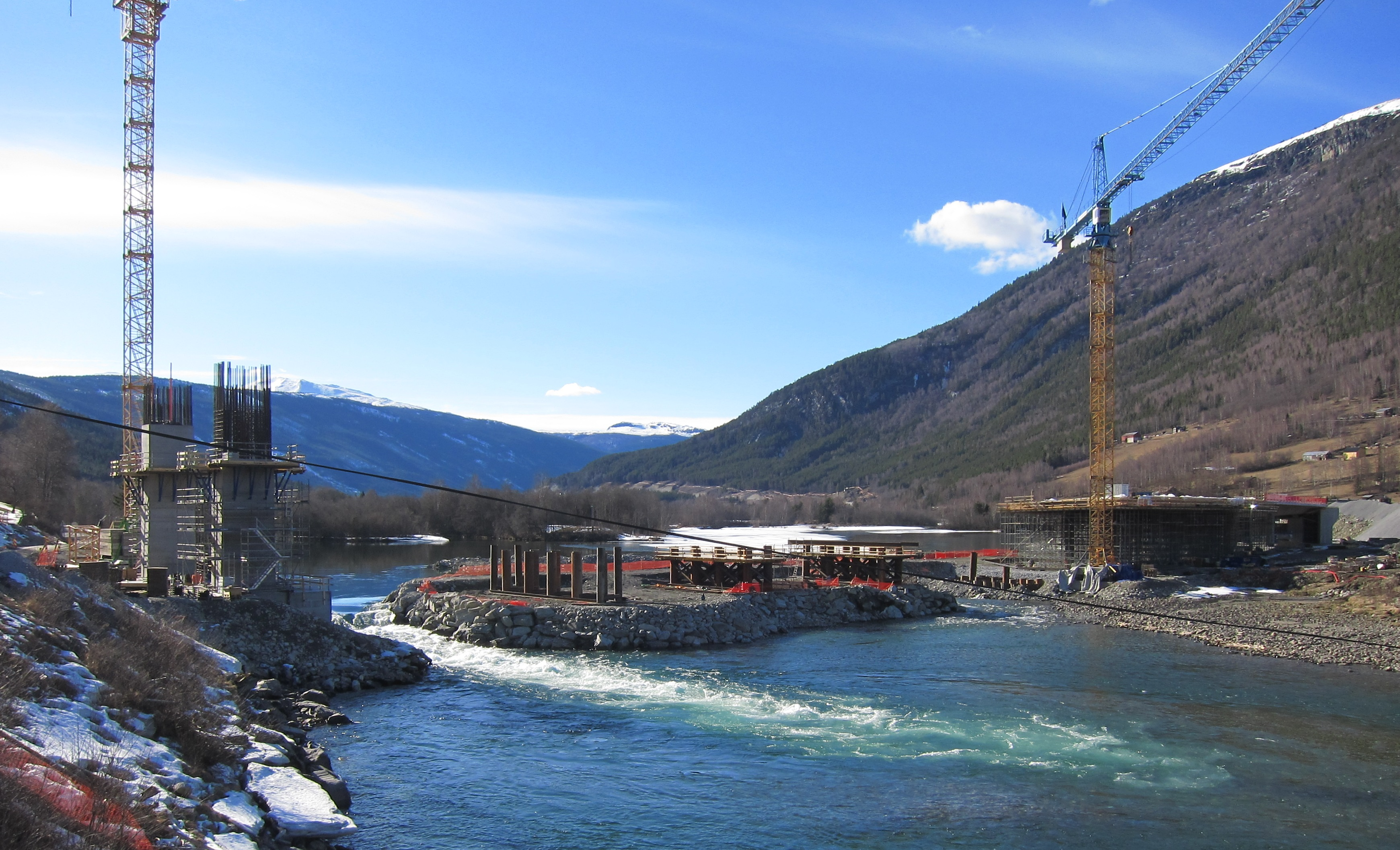
Будівництво моста Логен на дорозі E6 поблизу Квам (2015)
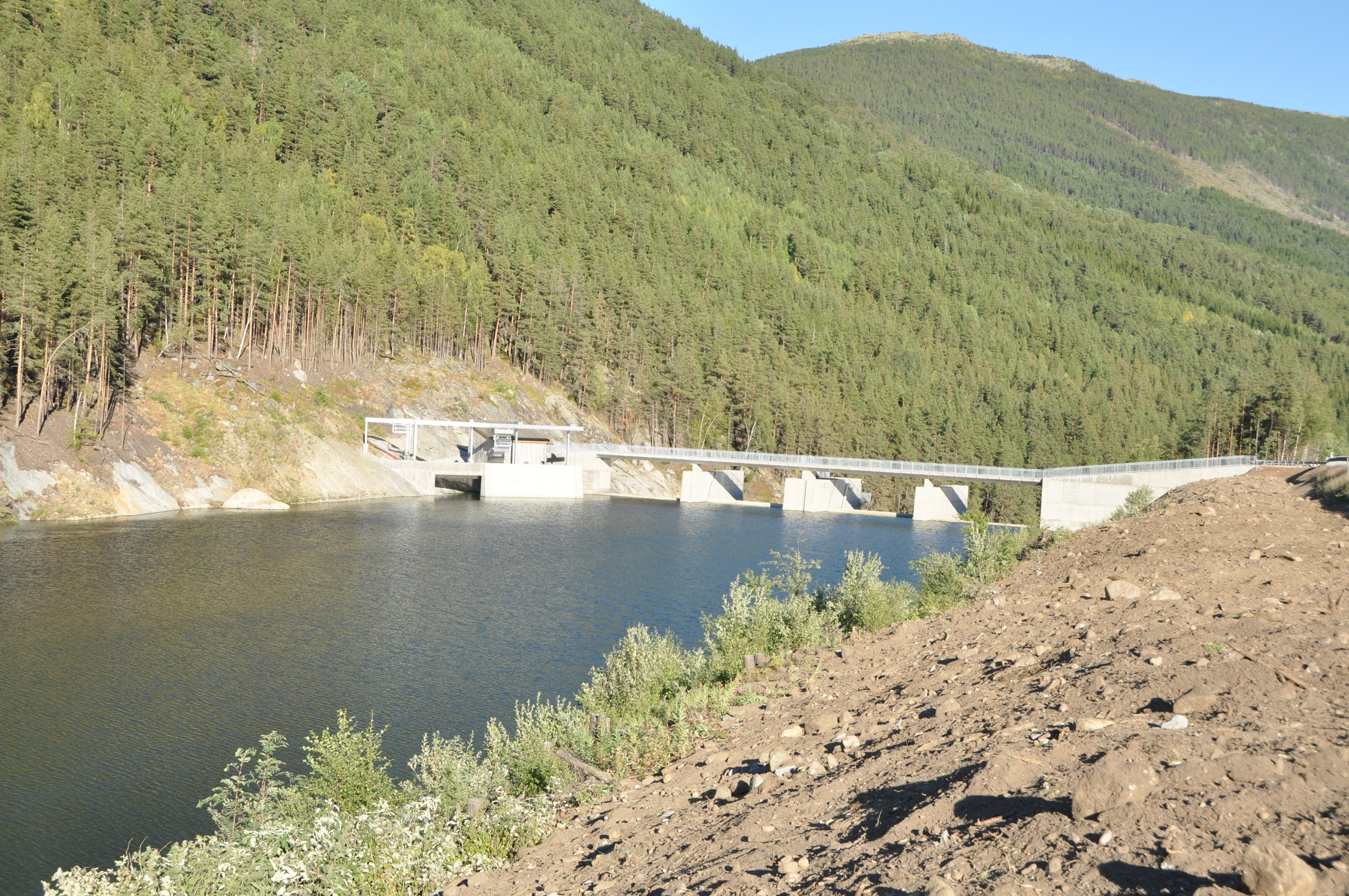
Ростенське водосховище у верхній частині Логену